# Nokia 1610
Nokia 1610 – telefon komórkowy firmy Nokia. Posiadał monochromatyczny wyświetlacz LCD oraz książkę telefoniczną, mogącą zapamiętać 199 kontaktów. Następcą Nokii 1610 była Nokia 1610 Plus, która dysponowała panelem słonecznym do ładowania baterii.